# Lilla Skepptjärnen, Värmland
Lilla Skepptjärnen är en sjö i Torsby kommun i Värmland och ingår i Göta älvs huvudavrinningsområde.